# Dicranota (Rhaphidolabis) pristis
Dicranota (Rhaphidolabis) pristis is een tweevleugelige uit de familie Pediciidae. De soort komt voor in het Oriëntaals gebied.